# Paranerita postrosea
Paranerita postrosea là một loài bướm đêm thuộc phân họ Arctiinae, họ Erebidae.